# Barbara Gordon
Barbara Gordon è un personaggio immaginario dei fumetti creato da Gardner Fox e Carmine Infantino nel 1966, pubblicato dalla DC Comics. Fa parte dell'universo narrativo di Batman. Dal 1966 al 1987 ha indossato i panni della supereroina Batgirl; dal 1989 al 2011 è stata conosciuta come Oracolo (Oracle). Con il reboot della DC Comics, in New 52, Barbara Gordon torna a vestire i panni di Batgirl. Le sue avventure sono trattate nella sua testata personale Batgirl.
Il sito web IGN ha inserito Barbara Gordon alla 17ª posizione nella classifica dei cento maggiori eroi della storia dei fumetti, dopo Rorschach e prima della Cosa.

## Cronologia delle pubblicazioni

### Detective Comics, Batman Family e altre apparizioni (1967-1988)
Prima dell'introduzione di Barbara Gordon, il personaggio di Batwoman e la sua spalla Bat-Girl erano apparse in diverse pubblicazioni relative a Batman, ma alla fine furono rimosse sotto la direzione dell'editore Julius Schwartz in quanto considerate personaggi obsoleti e irrealistici. Schwartz dichiarò che gli era stato chiesto di sviluppare un nuovo personaggio femminile per attirare un pubblico femminile alla serie televisiva Batman degli anni '60. Il produttore esecutivo William Dozier suggerì che il nuovo personaggio sarebbe potuto essere la figlia del commissario di polizia di Gotham City, James Gordon, e che avrebbe adottato l'identità di Batgirl. Quando Dozier e il produttore Howie Horowitz videro un design approssimativo della nuova Batgirl dell'artista Carmine Infantino durante una visita agli uffici della DC, decisero di introdurre il personaggio nel tentativo di aiutare a rinnovare la serie per una terza stagione. Infantino rifletté sulla creazione di Batgirl, affermando: "Bob Kane aveva avuto una Bat-Girl per circa tre storie negli anni '50, ma non aveva niente a che fare con un pipistrello. Era come una fastidiosa versione femminile di Robin. Sapevo che potevamo fare molto meglio, quindi io e Julie abbiamo pensato alla vera Batgirl, che era così popolare che ha quasi ottenuto il suo show televisivo". Yvonne Craig ha interpretato il personaggio nella terza stagione dello show.
A partire dal numero 384 di Detective Comics nel febbraio 1969 le venne assegnata una serie di apparizioni regolari alternando i numeri con Robin fino al numero 404, dopodiché li ebbe solo leisé. Frank Robbinsscrisse quasi tutte le storie, che realizzate a matita prima da Gil Kane e poi da Don Heck. La Batgirl di Barbara Gordon superò in popolarità i precedenti personaggi di Bat-Girl e Batwoman, e i lettori chiesero che apparisse in altri titoli. Sebbene alcuni lettori avessero domandato che anche Batwoman continuasse ad apparire nella pubblicazione, la DC rispose al plauso e alle critiche dei fan del nuovo personaggio in una lettera aperta in Detective Comics n. 417, nel 1971, affermando: "Vorremmo spendere alcune parole sulla reazione che alcuni lettori hanno avuto nei confronti di Batgirl. Sono gli stessi lettori che ricordano Batwoman e le altre Bat-girl di anni fa... Erano lì perché il romanticismo sembrava necessario nella vita di Batman. Ma grazie al grande cambiamento e a un editore lungimirante, queste donne sfortunate se ne sono andate per sempre. Al loro posto c'è una ragazza che è un'abile combattente del crimine, ben lontana dalla Batwoman che doveva essere costantemente salvata [da] Batman".
Batgirl continuò ad apparire nelle pubblicazioni della DC Comics per tutta la fine degli anni '60 e '70 come personaggio secondario in Detective Comics, oltre a fare apparizioni come ospite in vari titoli come Justice League of America, World's Finest Comics, The Brave and the Bold, Action Comics e Superman. Nel giugno 1972, appare in una storia intitolata L'ultimo caso di Batgirl. Julius Schwartz riprese il personaggio un anno dopo in Superman n. 268, nel 1973,
Batgirl apparve in altri titoli legati a Superman come Adventure Comics e in Superman Family n.171, dove il personaggio fa squadra con Supergirl. A Barbara venne assegnato un ruolo da protagonista nel fumetto della DC Batman Family, che debuttò nel 1975. Nella serie Dick Grayson, il Robin originale, diventa il suo partner e i due sono stati spesso indicati come "Il Duo Dinamite: Batgirl & Robin". Sebbene questa serie sia stata terminata dopo tre anni dalla pubblicazione, Batgirl continuò ad apparire nelle storie di supporto pubblicate su Detective Comics fino al numero 519, nell'ottobre 1982.
Crisi sulle Terre infinite, una miniserie limitata pubblicata nel 1985, venne scritta per ridurre la complessa storia della DC Comics a un'unica continuità narrativa. Sebbene Batgirl sia uno dei personaggi più importanti personaggio, il suo ruolo è relativamente piccolo: recita l'elogio di Supergirl nel numero 7 della serie. La conclusione di Crisi sulle Terre infinite ha cambiato la continuità dell'Universo DC in molti modi: dopo il riavvio, Barbara Gordon diventa la figlia di Roger e Thelma Gordon, ed è la nipote / figlia adottiva di Jim Gordon nella continuità post-crisi. La post- crisi Supergirl non arriva sulla Terra fino a quando Gordon non si è affermata come Oracolo; molte avventure che ha condiviso con Batgirl sono descritte retroattivamente come vissute da Power Girl. In Secret Origins n. 20

### Batgirl Special n. 1 eBatman: The Killing Joke(1988)
La DC ritirò l'eroe nel fumetto Batgirl Special n. 1 nel luglio 1988, scritto da Barbara Kesel. Nonostante la sua carente caratterizzazione durante la fine degli anni '60, "all'inizio degli anni '70, Batgirl era maturata, usando il suo acuto intelletto, la sua destrezza atletica e le sue fiorenti capacità investigative per risolvere piccoli e meno piccoli furti". La sua combinazione di colori nel cartone animato Le avventure di Batman è usata per il suo vestito principale. Tuttavia, alla fine dell'età del bronzo dei fumetti a metà degli anni '80 (parzialmente a causa dell'l'influenza oscura e cupa di Frank Miller sui titoli relativi a Batman), Batgirl divenne meno utilizzata nel franchise "dove non c'era più tanto spazio per una bibliotecaria che combatte il crimine con i tacchi alti". In questo ambiente, Barbara Gordon diventò sempre più scettica sulla sua efficacia come Batgirl, finché non decise di abbandonare definitivamente la lotta al crimine.
Nello stesso anno, Barbara Gordon apparve nella Graphic Novel Batman: The Killing Joke di Alan Moore. Nella storia, il Joker spara a Barbara paralizzandola nel tentativo di far impazzire suo padre, per dimostrare a Batman che chiunque può essere moralmente compromesso. Nel 2006, durante un'intervista con Wizard, Moore ha espresso rammarico per il modo in cui ha trattato il personaggio definendolo "superficiale e mal concepito". Ha dichiarato che, prima di scrivere la graphic novel: "Ho chiesto alla DC se avevano qualche problema con il fatto che io paralizzassi Barbara Gordon - che all'epoca era Batgirl - e se ricordo bene, ho parlato con Len Wein, che era il nostro editore del progetto", e dopo una discussione con l'allora direttore editoriale esecutivo Dick Giordano, "Len è tornato al telefono e ha detto: 'Sì, va bene, paralizza quella stronza'". Anche se ci sono state speculazioni sul fatto che gli editori della DC intendessero specificamente rendere permanente la paralisi del personaggio, Brian Cronin, autore di Was Superman A Spy?: And Other Comic Book Legends Revealed notò che la DC aveva assunto Barbara Kesel per scrivere lo speciale Batgirl appositamente per ritirare il personaggio e prepararlo per The Killing Joke.
Dopo l'uscita della graphic novel, l'editrice di fumetti e scrittrice Kim Yale discusse di quanto avesse trovato sgradevole il trattamento di Barbara Gordon con suo marito, il collega scrittore di fumetti John Ostrander. Piuttosto che lasciare che il personaggio cadesse nell'oblio, i due hanno deciso di farla rivivere come un personaggio che convive con una disabilità.
Gail Simone ha incluso la paralisi del personaggio in un elenco di "principali personaggi femminili uccisi, mutilati e depotenziati", soprannominando il fenomeno " Donna nel frigorifero " in riferimento a una storia di Lanterna Verde del 1994 in cui il protagonista scopre il cadavere della sua ragazza mutilato e chiuso in un frigorifero.

### Suicide Squad,Birds of Preye altre apparizioni (1989–2011)
Yale e Ostrander supervisionarono lo sviluppo del nuovo personaggio di Barbara Gordon come Oracolo per diversi anni. Il personaggio ha fatto la sua prima apparizione in un fumetto come Oracolo in Suicide Squad n. 23, nel quale offre anonimamente i suoi servizi alla Task Force X del governo. La vera identità di Oracolo come Barbara Gordon è stata svelata in Suicide Squad n. 38, nel 1990, diventando ufficialmente membro della squadra su invito di Amanda Waller. Nel 1992 Dennis O'Neil rappresentò Oracolo come unica fonte di informazioni di Batman in Batman: Sword of Azrael n.1. Tale squadra stabilì che Oracolo aveva un livello intellettuale pari a quello di Batman.
Il successo di Black Canary/Oracle: Birds of Prey (1996) di Chuck Dixon portò alla serie a fumetti Birds of Prey con i due personaggi del titolo.. Nel 2000 venne lanciato il primo fumetto mensile di Batgirl con Cassandra Cain come personaggio del titolo, mentre Oracolo appare per tutta la serie come personaggio secondario. Gail Simone è subentrata come scrittrice di Birds of Prey con il numero 56. In un'intervista, Simone ha spiegato la sua passione per Barbara Gordon, affermando: "Kim Yale e John Ostrander hanno preso il personaggio e l'hanno trasformata in una brillante maestra operatrice di computer e uno dei personaggi più affascinanti dei fumetti. Da lì, Chuck Dixon ha fatto cose meravigliose con lei nella testata delle Birds of Prey... È fantastica perché anche solo stando seduta su una sedia in una stanza buia da sola, è tremendamente avvincente. Il DCU senza di lei sarebbe un posto molto meno interessante". Simone integrò la Cacciatrice nel fumetto, rendendola un personaggio centrale nella serie come agente sul campo secondario di Oracolo. Nel 2003 gli autori di fumetti Scott Beatty e Chuck Dixon rivisitarono l'origine di Barbara Gordon con la miniserie Batgirl: Year One, nella quale Gordon è una bambina prodigio desiderosa di entrare a far parte delle forze dell'ordine dopo aver concluso il liceo. La serie di Birds of Prey è stata cancellata nel 2009, con il 127° numero.
Oracolo è successivamente presente in Oracle: The Cure, una serie limitata scritta da Kevin VanHook, un arco crossover con Batman: Battle for the Cowl.
Nel 2010 Birds of Prey è stato rilanciato, con Gail Simone che è tornata a scrivere il fumetto. Il primo arco è un collegamento con la serie limitata di Lanterna Verde Nel giorno più splendente.

### The New 52:Batgirl,Birds of Prey, e altre apparizioni (2011–2016)
Nel settembre 2011, in seguito al rilancio a livello aziendale della DC Comics, Barbara Gordon è apparsa in una nuova serie di Batgirl, uno dei titoli di The New 52 con i personaggi più iconici dell'azienda. La conclusione della serie limitata Flashpoint ha stabilito una nuova continuità all'interno dell'Universo DC: tutti i personaggi sono stati ringiovaniti e spostati a una fase precedente della loro carriera, pur mantenendo un'ambientazione moderna. Il vicepresidente senior delle vendite della DC, Bob Wayne, ha spiegato che, riportando ciascun titolo al numero 1, i team creativi avrebbero avuto la capacità di adottare un approccio più moderno a ogni personaggio, alle loro relazioni e all'universo nel suo insieme, concentrandosi sulla prima parte delle carriere dei personaggi più iconici. Wayne ha affermato che Barbara Gordon sarebbe stata comunque Oracolo, in quanto gli eventi di The Killing Joke sarebbero rimasti invariati, portando il personaggio attraverso una riabilitazione fisica per farla diventare più esperta e ricca di sfumature, grazie alle esperienze diverse vissute. La reazione del pubblico a tali cambiamenti è stata mista; molti hanno criticato il fatto che la DC abbia ridotto la diversità della loro formazione di personaggi, oltre a "essere irrispettosa del potere che il personaggio aveva acquisito come simbolo per la comunità dei disabili nel suo ruolo di Oracolo".
Il co-editore della DC Comics Dan DiDio ha spiegato la decisione affermando che "[non] volevamo voltare le spalle al problema della diversità, ma lei sarà sempre la [Batgirl] più riconoscibile. Stiamo lavorando con preoccupazione per diversificare la linea. Cerchiamo sempre di riposizionarci per riflettere il pubblico di oggi". Gail Simone, che avrebbe scritto la serie, ha dichiarato: "Per molti anni, ho avuto modo di scrivere il personaggio come Oracolo, e fino ad oggi non c'è nessun personaggio che significhi di più per me. Questa è la classica Barbara come era stata originariamente concepita, con alcune grandi sorprese. È un po' uno shock, certo, ma stiamo facendo tutto il possibile per essere rispettosi dell'incredibile eredità di questo personaggio, presentando al contempo qualcosa di elettrizzante che una generazione di lettori di fumetti sperimenterà per il prima volta... Barbara Gordon che salta, combatte e si dondola su Gotham. Ora, quando i cittadini di quella città guardano in alto, vedranno BATGIRL. E questo è assolutamente elettrizzante".
Gail Simone ha affermato che mentre il personaggio è "una delle donne più intelligenti e forti nei fumetti... Una cosa di cui parla veramente il libro, è che i postumi di qualcosa come PTSD (disturbo da stress post-traumatico) o altre sindromi legate al trauma, possono colpire anche persone molto intelligenti e forti, persino soldati e poliziotti", un argomento generalmente trascurato nei fumetti. Ha anche spiegato che il metodo di recupero del personaggio si basa su esperienze di vita reale in quanto "alcuni dei migliori lavori del mondo reale nel campo della riabilitazione della mobilità provengono dal Sudafrica. La gente ne ha parlato come se fosse una sorta di cose mistiche come il ritorno dalla morte, ma ci sono trattamenti e interventi chirurgici che possono ripristinare la mobilità in alcuni casi. La spina dorsale di Barbara non è stata recisa, questa la rende una candidata".
Prima del rilascio, Batgirl n. 1 è stato esaurito a livello di distribuzione con oltre 100.000 copie stampate nella prima pubblicazione, secondo Diamond Comic Distributors. Calvin Reid degli editori settimanali afferma in una recensione del primo numero: "L'artwork va bene anche se è convenzionale, mentre la sceneggiatura di Simone cerca di legare la fine della precedente trama di Barbara Gordon / Oracolo e di impostare la nuova Batgirl. La sua formula: criminali assassini, schizzi di sangue, violenza e supereroi ad alta quota mescolati con il legame single-bianca-donna... più un cliffhanger che termina il primo numero che offre un elegante [seguito] nel nuovo mondo di Barbara Gordon e Batgirl". Il critico del New York Times George Gene Gustines ha scritto: "A differenza di alcuni degli altri fumetti DC che ho letto questa settimana, Batgirl realizza un'abile tripletta: una reintroduzione ben strutturata di un personaggio, un elegante riconoscimento della storia fondamentale e del l'istituzione di un nuovo status quo. Questa è una serie da non perdere". Guadagnando una valutazione B + in una recensione di Entertainment Weekly, Ken Tucker scrive che Simone "[prende] i suoi poteri narrativi di Birds of Prey e li concentra sulla rianimata Barbara Gordon nei panni di Batgirl. Il risultato è un'esplosione di euforia, nei panni di Barbara / Batgirl si diverte nella sua nuova libertà anche se incontra un cattivo finora non particolarmente agghiacciante chiamato Specchio".
Dal rilancio della serie nel settembre 2011, Batgirl è rimasta tra le prime 30 delle 300 pubblicazioni mensili di fumetti più vendute in Nord America.
Nell'ottobre 2014, il titolo mensile di Batgirl ha subito un soft reboot con il nuovo team creativo composto da Brenden Fletcher, Cameron Stewart, Babs Tarr e Maris Wicks. La prima storia in sei numeri esplorava il tentativo di Barbara Gordon di iniziare una nuova vita come studentessa di dottorato nel quartiere alla moda di Gotham, Burnside. Sebbene apparentemente più leggero e coinvolgente rispetto alla trama precedente più oscura di Gail Simone, il nuovo arco narrativo affronta comunque l'incapacità di Barbara di sfuggire completamente al suo trauma e il principale nemico della storia è stato rivelato come le sue scansioni cerebrali, un algoritmo simile alla versione precedente di Oracolo. Mentre il reboot è stato molto apprezzato per il suo uso innovativo dei social media, l'umorismo, la vivacità, e in particolare per l'arte di Tarr, diverse persone hanno criticato negativamente il cattivo Dagger Type nel numero 37, definendolo "una caricatura transfobica". In risposta, il team creativo si è scusato congiuntamente e ha rivisto il problema per la successiva edizione raccolta, Batgirl Vol. 1: The Batgirl of Burnside.
Il 13 marzo 2015, la DC Comics ha rilasciato 25 copertine varianti a tema Joker per le sue varie serie mensili in uscita a giugno, per celebrare il 75 ° anniversario del personaggio. Tra questi c'era una copertina di Batgirl n. 41 dell'artista Rafael Albuquerque che si ispirava a The Killing Joke ritraente il Joker disegnare un sorriso rosso sulla bocca di Barbara, tenendole una pistola alla testa. La copertina ha subito attirato critiche per aver evidenziato un periodo oscuro nella storia del personaggio, soprattutto se giustapposta alla direzione giovanile e più ottimista presa dalla serie sul personaggio del momento. L'hashtag #changethecover ha attirato centinaia di post su Twitter e Tumblr che chiedevano alla DC di non rilasciare tale la variante. La DC alla fine ha ritirato la copertina dalla pubblicazione su richiesta di Albuquerque, che ha dichiarato: "La mia intenzione non è mai stata quella di ferire o turbare nessuno attraverso la mia arte... Per questo motivo, ho raccomandato alla DC di ritirare la copertina della variante".

### DC Rebirth:Batgirl(vol. 5) andBatgirl and the Birds of Prey(2016–2020)
Nel marzo 2016, DC Comics ha annunciato che avrebbe rilanciato tutti i suoi titoli mensili in un'iniziativa chiamata DC Rebirth. Il rilancio ha ripristinato elementi della continuità DC pre- Flashpoint pur mantenendo anche elementi di The New 52. In questa versione Batgirl è sempre Barbara Gordon, che appare in due serie mensili: Batgirl (vol. 5), scritto da Hope Larson, e Batgirl and the Birds of Prey, scritto da Julie Benson e Shawna Benson. I due titoli dei fumetti hanno debuttato rispettivamente a luglio e agosto 2016.

## Biografia

### Batgirl
Barbara Gordon viene introdotta come la figlia del commissario di polizia di Gotham City, James Gordon. Nella storia d'esordio, mentre guida verso un ballo in costume vestita come una versione femminile di Batman, Barbara Gordon interviene in un tentativo di rapimento di Bruce Wayne da parte del supercriminale Killer Moth, attirando l'attenzione di Batman e conducendola a una carriera nella lotta al crimine sotto l'alias di Batgirl. Sebbene Batman insista che rinunci alla vigilanza essendo una ragazza, Batgirl ignora le sue obiezioni.
Nella sua identità civile, Barbara Gordon, Ph.D, è una donna in carriera con un dottorato in biblioteconomia, oltre ad essere a capo della biblioteca pubblica di Gotham, "probabilmente una delle più grandi biblioteche pubbliche nella versione DC Comics della realtà". Successivamente, Batgirl rivela la sua identità segreta a suo padre (che l'aveva già scoperta da solo) e serve come membro della Camera dei rappresentanti degli Stati Uniti. Si trasferisce a Washington con l'intenzione di abbandonare la sua carriera come Batgirl e in un'occasione ha un appuntamento al buio con Clark Kent, stabilendo la loro amicizia, arrivando a combattere al fianco di Superman. Batgirl e Superman in seguito si uniscono altre due volte. Batgirl incontra Batwoman quando la supereroina torna brevemente a combattere il crimine (prima che Kane venga assassinato dalla Bronze Tiger). Le due hanno uno scontro con Killer Moth e Cavalier, e scoprono le reciproche identità segrete. Batwoman si ritira ancora una volta alla conclusione della storia, lasciando Batgirl a continuare a combattere il crimine.
In seguito al cambiamento della continuità dei fumetti per l'evento di Crisi sulle Terre infinite, la storia di Barbara subisce un cambiamento: in questa versione, dopo aver incontrato Batman da bambina, viene ispirata ad allenarsi nelle arti marziali sotto la tutela di un sensei, a memorizzare di mappe e progetti della città e a eccellere negli studi per ottenere il massimo dei voti e per diventare un'atleta di punta, così da combattere il crimine come vigilante a sua volta.

### La paralisi e il ruolo di Oracolo
Tempo dopo, Barbara decide di ritirarsi dall'attività da vigilante. Poco dopo il Joker mette in atto il suo personale progetto di dimostrare a Batman che chiunque può impazzire e diventare come lui dopo "una brutta giornata"; per questo prende di mira il retto e onesto commissario Gordon, sparando a Barbara davanti a lui, spogliandola e scattandole delle foto che poi mostra ripetutamente al poliziotto. Barbara sopravvive alla ferita, ma rimane paraplegica. L'evento porta la donna a deprimersi profondamente, prima di rendersi conto che le sue capacità intellettuali e con la tecnologia le permettono ugualmente di combattere il crimine. In un mondo sempre più incentrato sulla tecnologia e sull'informazione, Barbara possiede infatti un intelletto di livello geniale: ha una memoria fotografica, una profonda conoscenza di informatica ed elettronica, abilità esperte come hacker e una formazione universitaria in biblioteconomia. Una notte fa un sogno di una donna onnisciente (simile all'Oracolo di Delfi della mitologia greca) con il suo volto; da allora, adotta l'alias di Oracolo come nome in codice. Serve come broker di informazioni, raccogliendo e diffondendole alle organizzazioni delle forze dell'ordine e ai membri della comunità dei supereroi. Al contempo si allena sotto la tutela di Richard Dragon, uno dei maggiori artisti marziali dell'universo DC, per mantenere allenata la parte superiore del corpo. Diventa estremamente abile nel combattimento con l'eskrima nascosta nella sua sedia a rotelle e sviluppa una grande mira con armi da fuoco e i batarang.
In seguito, Barbara diventa membro delle Birds of Prey con Black Canary / Dinah Lance; mentre Black Canary lavora sul campo, Gordon si occupa di gestire le operazioni dalla loro base. Quando Cassandra Cain subentra come nuova Batgirl, Barbara le fa da mentore insieme a Batman. Successivamente, Maschera Nera requisisce i computer e i satelliti di Oracolo per contrastare Batman senza che Gordon possa aiutare l'eroe. Per impedire a Batman di uccidere l'avversario, Oracolo avvia una sequenza di autodistruzione della Torre dell'Orologio, così che l'eroe abbandoni lo scontro per salvare l'edificio, dopodiché decide di lasciare Gotham City e tagliare i ponti con Batman, trasferendosi a Metropolis. Barbara viene poi posseduta da Brainiac, un'intelligenza artificiale che intende diventare un essere biologico. Sebbene Gordon riesca a espellere Brainiac dal proprio corpo, permane nel suo organismo un virus che porta alla crescita di germogli cibernetici. In questo modo, Oracolo sviluppa abilità sovrannaturali che le consentono di interagire psichicamente con i sistemi informatici dei computer. Il dottor Mid-Nite la opera e rende dormiente il virus; Barbara scopre di stare riacquistando la sensibilità ai piedi, ma tale effetto si rivela di breve durata e Gordon rimane paralizzata.
Durante gli eventi di Crisi infinita, Oracolo collabora con Martian Manhunter a Metropolis per coordinare un contrattacco contro l'evasione globale della Società Segreta. Nel corso della storia, la rinnovata storia d'amore tra Barbara e Dick Grayson viene interrotta.
Un anno dopo, Oracolo e le Birds of Prey continuano a lavorare a Metropolis e Barbara collabora con Batman, seppur non regolarmente come prima. Quando Black Canary lascia la squadra, la Cacciatrice diventa la leader de facto del gruppo sul campo, mentre i ranghi del team si ampliano. Gordon cerca di far passare dalla sua parte Power Girl, la quale rifiuta categoricamente.
In seguito, Oracolo invia Question e Batwoman a catturare Trickster e il Pifferaio Magico per il loro ruolo nell'omicidio di Bart Allen e si batte per impedire che le identità degli eroi di tutto i mondo vengano rubate e per contrastare la crisi globale progettata dall'hacker Noah Kuttler, noto anche come il Calcolatore. Durante una missione, Booster Gold viaggia indietro nel tempo per impedire al Joker di paralizzare Barbara, ma i diversi tentativi del supereroe si rivelano infruttuosi. Rip Hunter lo convince che era destino che Gordon diventasse Oracolo e Batman (che rivela di aver conservato le foto scattate dal Joker durante il supplizio di Barbara) ringrazia Booster Gold per aver tentato di salvare Barbara.
Successivamente, Oracolo e la sua squadra hanno un conflitto con Spy Smasher, un agente governativo che ha rilevato l'organizzazione delle Birds of Prey. Alla fine, Spy Smasher è costretta ad ammettere la sua sconfitta e restituisce il controllo dell'organizzazione a Barbara; al termine della storia, Gordon recluta nella squadra anche Misfit.
Durante la storia Crisi finale, Darkseid ottiene il controllo dell'equazione Anti-Vita e tenta di metterla su Internet. Oracolo e Mister Terrific cercano di fermarlo, arrivando a tentare di chiudere l'intero Internet, ma falliscono e Darkseid colpisce numerose persone, che diventano schiavi privi di volontà di Darkseid. Barbara riesce a liberarsi dal controllo mentale con la restaurazione del Multiverso, provando a chiudere l'Unternet creato dal criminale come sostituto di Internet. Kuttler prevede le sue mosse, prende il controllo del Kilg%re e acquisisce la capacità di prosperare nel cyberspazio controllando avatar digitali e cibernetici, rintracciando Oracolo. Quest'ultima riesce a sventare i suoi piani, ma comincia a dubitare delle sue capacità. Ciò porta allo scioglimento delle Birds of Prey, per poter prendersi del tempo per sé.
In seguito Oracolo torna a Gotham e, sebbene le Birds of Prey siano state sciolte, continua a convocarle per aiutare Nightwing e Robin ad affrontare il crescente crimine a Gotham. I piani del Calcolatore si realizzano e Kuttler, sperando di salvare la figlia morente Wendy, assume lo pseudonimo di "Babbage" e inizia a vagare nel mondo digitale di Alta Viva, un mondo virtuale realizzato con frammenti dell'equazione anti-vita scatenata da Darkseid. Barbara, che ora vive in un fatiscente appartamento in affitto a Gotham, viene a conoscenza delle attività di Kuttler dopo che "Cheesefiend", uno dei suoi informatori, viene brutalmente ucciso, con la stessa equazione anti-vita, dopo essere entrato in contatto con Babbage. Sperando di fermare il Calcolatore e di impedirgli di mettere insieme i frammenti dell'equazione anti-vita in suo possesso, Oracolo si reca a Hong Kong, per rubarli per mezzo di un supercomputer avanzato programmato per tracciare il pezzo di dati lasciati da Babbage. Tuttavia, il Calcolatore scopre i suoi tentativi, giurandole vendetta. Barbara riesce comunque a sconfiggere il Calcolatrice, rendendo inutili i frammenti dell'equazione anti-vita.
Successivamente, la giovane Stephanie Brown assume i panni di Batgirl. Nonostante Oracolo cerchi inizialmente di scoraggiare Brown dal combattere il crimine, finisce per accettarla come nuova Batgirl. Barbara fa anche da mentore alla figlia del Calcolatore, Wendy Harris, rimasta invalida a seguito di un attacco alla Torre dei Giovani Titani. Oracolo in seguito inizia un lavoro come assistente alla Gotham University e, quando Hal Jordan si schianta contro il Bat-Segnale dopo un combattimento con Martian Manhunter Lanterna Nera, assiste all'accaduto con il commissario Gordon. Dopo aver inviato le informazioni di Lanterna Verde a tutte le comunità di supereroi in tutto il pianeta delle Lanterne Nere, i Gordon si ritrovano ad essere attaccati dai membri dei defunti avversari del Cavaliere Oscuro originale, rianimati dal Corpo delle Lanterne Nere. Oracolo e suo padre sono costretti a combattere mentre le Lanterne Nere uccidono tutti al Gotham General. Durante la crisi, Barbara perde i sensi a causa di un'esplosione ed è posseduta da Deadman, che usa il suo corpo per salvare il commissario Gordon dal Re Serpente rianimato e dai Gemelli Trigger. Dopo essere stati salvati da Batman, Robin e Red Robin, il gruppo viene attaccato nuovamente dai redivivi genitori di Batman e Red Robin i Grayson e i Drake. Mentre Grayson e Drake combattono contro le Lanterne Nere, Robin porta i Gordon alla loro base sotterranea dove Alfred Pennyworth cura le loro ferite.
Barbara viene avvicinata dalla Cacciatrice e da Renee Montoya (la nuova Question) per ottenere aiuto nel rintracciare un misterioso criminale che ha ordinato la loro esecuzione. Montoya è sbalordita nello scoprire che "la figlia del commissario Gordon" è una supereroe. Successivamente Oracolo riforma le Birds of Prey, contando come nuovi membri Dove e Hawk, quest'ultimo tornato in vita da poco. Una nuova criminale che si fa chiamare White Canary inizia a minacciare la squadra e rivela pubblicamente l'identità civile di Black Canary, oltre che incastrarla per un omicidio. Mentre la squadra si scontra con White Canary per le strade di Gotham, Oracolo viene rapita dai suoi ex soci, Savant e Creote. Questo alla fine si rivela essere uno stratagemma per ingannare White Canary; dopo la vittoria della squadra contro la criminale, Oracolo finge la sua morte durante una battaglia con il Calcolatore. Con la maggior parte della malavita criminale che ora crede che sia morta, Barbara interrompe i contatti con tutti tranne che pochi selezionati eroi di Gotham e si rifiuta di aiutare Blue Beetle, Manhunter e Booster Gold quando tentano di chiamarla per assistenza durante una battaglia.
Batman arruola Oracolo per aiutarlo a gestire la Batman Incorporated, un nuovo team globale di Batman. La incarica di aiutarlo a combattere il crimine sul fronte virtuale e le mostra un nuovo design per Batgirl modificato che funge da avatar virtuale. Barbara viene vista dirigere Cassandra Cain, nota come Black Bat, durante una missione a Hong Kong, dove cattura alcuni contrabbandieri di eroina per conto di Batman. Successivamente, Barbara viene rapita da suo fratello, James Gordon Jr., tornato a Gotham dopo una lunga assenza per diventare un serial killer. La accoltella a entrambe le gambe, posizionando i coltelli in modo che se li dovesse rimuovere, morirà dissanguata. La donna riesce comunque a distrarre il criminale abbastanza a lungo da permettere a Batman e al commissario Gordon di arrivare e sconfiggerlo.

### The New 52
In questa versione, Barbara Gordon è figlia biologica di James Gordon e Barbara Eileen Gordon. Gli eventi di The Killing Joke si sono svolti tre anni prima dell'inizio della storia ma, dopo un periodo passato senza la mobilità agli arti inferiori, è poi riuscita a riacquistare l'uso delle gambe con un intervento chirurgico sperimentale in una clinica in Sudafrica. Black Canary le offre un posto tra le Birds of Prey ma Batgirl declina l'invito, suggerendo Katana come potenziale candidata.

### DC: Rinascita
Barbara Gordon è una studentessa che frequenta il Burnside College nel quartiere alla moda Burnside di Gotham City e veste i panni di Batgirl per combattere il crimine. In seguito riprende il suo ruolo di Oracolo, fornendo ancora una volta comunicazioni e supporto tattico alle Birds of Prey e alla Bat-Family durante la trama di Joker War, quando la squadra ha bisogno di un vantaggio tattico maggiore per superare il complotto del Joker; continua a operare anche dopo che il suo impianto di supporto spinale inizia a mostrare segni di uso eccessivo. Tuttavia, conserva il diritto di unirsi a Cassandra Cain e a Stephanie Brown per rivestire nuovamente i panni di Batgirl in futuro.

## Poteri e abilità

### Arti marziali
Barbara Gordon si è addestrata in boxe, capoeira, judo, kung fu, eskrima, karate, kickboxing, jujutsu, muay thai e taekwondo, guadagnando in tal modo svariate cinture nere ancor prima di iniziare la sua carriera di Batgirl, oltre a essere ritenuta un'atleta a livello olimpionico. In seguito agli eventi di The Killing Joke, Barbara Gordon continua ad allenarsi nelle arti marziali, nonostante sia paralizzata dalla vita in giù. Sa utilizzare i bastoni da combattimento eskrima, piccole armi da fuoco e batarang; di solito tiene un paio di bastoni riposti nei braccioli della sua sedia a rotelle, da usare in caso di uno scontro fisico. Nella continuità rivisitata di The New 52, viene affermato che ha seguito corsi di autodifesa dall'età di sei anni.

### Intelligenza e abilità tecnologiche
Gordon ha un intelletto di livello geniale e possieda una naturale memoria fotografica. È descritta dall'autrice Gail Simone come il membro più intelligente della bat-family e tra tutti i personaggi che hanno operato fuori Gotham City. Prima della carriera del personaggio come vigilante, Barbara Gordon ha sviluppato molte abilità nella tecnologia, tra cui una vasta conoscenza nei computer ed elettronica, abilità esperte come hacker e una formazione universitaria in scienze bibliotecarie. Come Batman, Barbara originariamente utilizzava un'ampia varietà di dispositivi e gadget durante le sue prime avventure come Batgirl; tra essi c'erano uno scanner a infrarossi integrato nel cappuccio del suo costume, varie armi ispirate ai pipistrelli e la bat-motocicletta. Secondo Gail Simone, Oracolo mantiene il controllo sui dodici satelliti tecnologicamente avanzati creati da Lex Luthor durante il suo mandato come Presidente degli Stati Uniti

### Broker di informazioni
Come Oracolo, Barbara Gordon ha messo le sue notevoli capacità e conoscenze a disposizione di molti degli eroi dell'Universo DC. È un'abile hacker, in grado di recuperare e disperdere informazioni da satelliti privati, installazioni militari, file governativi e proprietà appartenenti a persone importanti come Lex Luthor. Batman, lui stesso un genio con un'ampia base di conoscenze e in grado di accedere a vaste risorse informative, consulta regolarmente Oracolo per assistenza. Lo scrittore ed editore Dennis O'Neil, che per primo ha stabilito Oracolo come pari intellettuale e fonte di informazioni di Batman, ha affermato che "[era] logico per lei essere lì nel mondo di Batman... Batman avrebbe avuto bisogno di qualcuno del genere".

## Accoglienza
Batgirl è considerata uno dei personaggi più popolari emersi durante la Silver Age dei fumetti. Dal suo debutto nella pubblicazione DC Comics e con l'adattamento nella serie televisiva Batman nel 1967, Barbara Gordon è stata spesso definita uno dei personaggi di fantasia diventati icone culturali. L'autore Brian Cronin, in Was Superman A Spy?: And Other Comic Book Legends Revealed osserva che, dopo il suo debutto nel 1967, "Batgirl divenne presto abbastanza popolare da apparire regolarmente nei due decenni successivi e Yvonne Craig fece certamente impressione su molti spettatori con la sua stagione, nella quale interpreta la giovane Gordon". Allo stesso modo, Cronin afferma che, in seguito alla pubblicazione di The Killing Joke, Barbara Gordon, nel suo nuovo personaggio di Oracolo, è diventata "ancora più popolare, infatti, di quanto non fosse quando era Batgirl. Ha persino guadagnato il suo titolo, Birds of Prey, su di lei e su un gruppo di agenti di supereroi da lei diretto". Il personaggio è stato oggetto di analisi nel mondo accademico, per quanto riguarda la rappresentazione di donne, bibliotecarie e persone disabili nei media mainstream. Nel corso della storia del personaggio, l'intelligenza di Barbara Gordon è uno dei suoi attributi distintivi. Secondo Businessweek, Barbara è una dei dieci supereroi più intelligenti nei fumetti statunitensi ed è l'unico personaggio femminile ad apparire nell'elenco. Nel 2011 Barbara Gordon si è classificata al diciassettesimo posto nelle classifiche di IGN "I 100 migliori eroi dei fumetti" e di Comics Buyer's Guide "Le 100 donne più sexy dei fumetti".
Una caratteristica distintiva di Barbara Gordon è il suo senso della moralità, che differisce da quello di Batman e del suo principale agente sul campo Black Canary. Ha dimostrato la volontà di usare la forza letale, come nel numero 10 di Birds of Prey di Chuck Dixon, "State of War". Dixon ha dichiarato in un'intervista che "[lei] è meno moralmente in conflitto rispetto ad altri personaggi. È molto orientata al 'fine giustifica i mezzi'. Vede che a volte devi uccidere per salvare vite umane. Non è a suo agio con questo, ma lo accetta. Lei farebbe qualsiasi cosa per evitare di usare la forza letale ma, quando arriva il momento critico, lascerà cadere il martello".

### Interpretazioni femministe
Al momento del suo concepimento, il personaggio di Barbara Gordon doveva riflettere il movimento femminista, essendo una giovane donna istruita e orientata alla carriera, nonché un'abile combattente del crimine. In The Supergirls: Fashion, Feminism, Fantasy, and the History of Comic Book Heroines, l'autore Mike Madrid afferma: "Mentre incarnava lo spirito di una nuova ondata di supereroine liberate, sullo sfondo della storia di fumetti, Batgirl ha portato avanti la tradizione delle coraggiose vigilanti degli anni '40 che si battevano da sole per riparare ai torti della gente". Sebbene sia scoraggiata da Batman a impegnarsi nella lotta al crimine, ignora in modo provocatorio le sue obiezioni. È probabile che la sua scelta di carriera come bibliotecaria sia dovuta in parte al fatto che rappresenti una copertura convincente per il suo lavoro molto più pericoloso come Batgirl. Per nascondere la sua identità non solo ai suoi nemici, ma anche a suo padre, a Batman e a Robin, inizialmente si conforma all'aspetto e ai tratti della personalità stereotipata di una bibliotecaria: quando veste i panni civili "[ha i capelli] legati strettamente in una crocchia. E indossa abiti tradizionalmente conservatori, per non dire trasandati. In altre parole, incarna l'immagine stereotipata della bibliotecaria donna dell'epoca - impegnata svolgere compiti d'ufficio mentre è vestita e truccata in modo tale da garantire di ridurre al minimo qualsiasi attrattiva fisica che potrebbe possedere sotto il suo aspetto trasandato". Sebbene la sua introduzione avesse lo scopo di incarnare l'ideologia femminista, alcuni aspetti della sua persona erano considerati sessisti, come il fatto che tenesse il suo arsenale in una borsetta attaccata alla cintura.
In The Supergirls: Fashion, Feminism, Fantasy, and the History of Comic Book Heroines, l'autore Mike Madrid afferma che ciò che distingueva Barbara Gordon nei panni di Batgirl dagli altri personaggi femminili era la sua motivazione per la lotta al crimine. A differenza della sua predecessore Batwoman, "indossa il suo simbolo [di Batman] sul petto, ma non è la sua fidanzata o fedele ancella". Poiché non persegue un interesse romantico per Batman, "Batgirl è una donna che Batman può effettivamente considerare come una brillante pari e una compagna nella guerra al crimine, allo stesso modo in cui lo farebbe con un maschio". Lo storico Peter Sanderson ha osservato che " mentre Barbara Gordon inizialmente si conformava agli stereotipi banali della sciatta bibliotecaria... la sua trasformazione in Batgirl poteva essere vista in retrospettiva come un simbolo dell'emergente movimento di emancipazione femminile degli anni '60. Inoltre, negli anni '70 Barbara si è data un riassestamento anche nella sua 'identità civile e si è candidata al Congresso”.
Robin Anne Reid, nel suo libro del 2008, Women in Science Fiction and Fantasy: Overviews osserva che Alan Moore non ha dato alcuna caratterizzazione a Barbara Gordon in Batman: The Killing Joke, affermando: "Barbara Gordon non è stata ritratta come la donna intelligente e intraprendente che ha assunto con il personaggio di Batgirl; è stata rappresentata come una casalinga che serve cioccolata ed è eccessivamente preoccupata per il disordine che suo padre stava facendo tagliando e incollando ritagli di giornale". Dopo la ricreazione del personaggio come Oracolo, viene mostrato che ha superato la sua paralisi per mano del Joker utilizzando il suo intelletto per impegnarsi ancora una volta nella lotta al crimine come broker di informazioni. Parlando della caratterizzazione del personaggio costretto a vivere con una disabilità, la scrittrice di fumetti Devin Graysonha affermato che essendo "[molto] iper-difensiva nei confronti della sua [paralisi], l'ha quantomeno sovracompensato. Tuttavia, la sua stessa determinazione a rimanere autosufficiente, sebbene ammirevole e stimolante, l'ha resa meno disposta che mai ad accettare il sostegno né aiuti di alcun genere».
Negli anni '80, Barbara Kesel, dopo aver scritto un reclamo alla DC Comics per la rappresentazione negativa data ai personaggi femminili, è stata autorizzata a caratterizzare il personaggio di Barbara Gordon in Detective Comics. Robin Anne Reid, in Women in Science Fiction and Fantasy: Overviews, ha scritto che "la versione di Kesel di Batgirl l'ha definita come un personaggio separato da Batman e Robin: una donna motivata a fare ciò che fanno gli uomini, ma sola e per se stessa". Le opere Secret Origins e Batgirl Special hanno contrastato la presentazione vittimizzazione e oggettificazione di Barbara Gordon/Batgirl nell'acclamato The Killing Joke. Reid nota che l'interpretazione di Kesel del personaggio ha enfatizzato la sua intelligenza, la sua abilità tecnologica e la sua capacità di superare la paura. Commentando l'eventuale evoluzione di Barbara Gordon in Oracolo, afferma "tutti i lettori e gli individui all'interno del settore credono che Barbara Gordon sia diventata un personaggio 'migliore' dopo essere rimasta paralizzata, ma poche persone commentano i dettagli dell'evento che le ha permesso di farla diventare quel personaggio 'migliore'".
In Superheroes and Superegos: Analyzing the Minds Behind the Masks, l'autrice Sharon Packer ha scritto che "[a] chiunque ritenga che le critiche femministe abbiano reagito in modo eccessivo all'incidente [di Gordon] è consigliato di consultare il materiale originale", definendo il lavoro "sadico nel suo nucleo". Brian Cronin ha osservato che "[molti] lettori hanno ritenuto che la violenza nei confronti di Barbara Gordon fosse eccessiva, e persino Moore, in retrospettiva, ha espresso il suo disappunto per come è andata a finire la storia". Jeffrey A. Brown, autore di Dangerous Curves: Action Heroines, Gender, Fetishism, and Popular Culture ha usatoThe Killing Joke come esempio della "misoginia intrinseca dell'industria dei fumetti dominata dagli uomini" alla luce della "violenza relativamente ineguale a cui [i personaggi femminili] sono sottoposti": secondo tale teoria, sebbene i personaggi maschili possano essere gravemente feriti o uccisi, è più che probabile che tornino alla loro concezione originale, mentre i personaggi femminili hanno maggiori probabilità di ricevere danni permanenti. Reid afferma che, sebbene le speculazioni dietro la decisione editoriale di consentire alla paralisi del personaggio di diventare permanente includessero l'idea che fosse diventata obsoleta, "se il pubblico si era stancato di Batgirl, non era perché fosse un cattivo personaggio ma perché era stata scritta male".
Nonostante le opinioni che presentano Batgirl come un personaggio simbolo dell'emancipazione femminile, una critica di lunga data è che originariamente fosse stata concepita come una variazione non ispirata di Batman "piuttosto che una leader di per sé, come Wonder Woman" la quale, al contrario, non aveva una controparte maschile esistente. Nell'analizzare gli stereotipi di genere, Jackie Marsh ha notato che i supereroi maschi (come Batman) sono descritti come iper-maschili e antisociali, "mentre i supereroi femminili sono ridotti a uno status infantile dai loro nomi", come appunto il personaggio di Batgirl (girl si traduce come "ragazza"). Il professor James B. South, presidente del Dipartimento di Filosofia della Marquette University, ha affermato che lo sviluppo del personaggio di Barbara Gordon come Oracolo le ha dato un senso di indipendenza che non poteva raggiungere come Batgirl. Durante il suo mandato come protetta di Batman, "sembra sviluppare il proprio stile di combattimento come Batgirl, [ma] sta ancora sostanzialmente seguendo le orme di Batman". Dopo The Killing Joke, la sua ricreazione come Oracolo e il lancio di Birds of Prey, "vediamo Barbara Gordon come leader e la sua trasformazione da ragazza in donna".

### Rappresentazione come bibliotecaria
In The Image and Role of the Librarian, Wendi Arant e Candace R. Benefiel sostengono che l'interpretazione di bibliotecaria di Barbara è considerata significativa per la professione, in quanto rappresentata come una carriera importante e onorevole; considerato anche che poi il personaggio lo abbandona per candidarsi al Congresso degli Stati Uniti, a Barbara Gordon viene dato un "cambio di carriera che anche la maggior parte dei bibliotecari considererebbe un passo avanti". Nel saggio Librarians, Professionalism and Image: Stereotype and Reality, Abigail Luthmann vede il personaggio in modo meno favorevole, affermando che "[il] ruolo senza pretese di bibliotecaria è usato come un travestimento a bassa visibilità per proteggere il suo alter-ego, e sebbene le sue capacità di localizzazione delle informazioni possano essere state utili per le sue attività extracurriculari, non vengono forniti esempi diretti. A differenza della sua precedente incarnazione come Batgirl, "[come] Oracolo, Barbara Gordon è senza dubbio la prima vera bibliotecaria-super-eroe mai vista in un fumetto mainstream (al contrario di un super-eroe che sembra essere un bibliotecario nella sua vita privata)." Wendi Arant e Candace R. Benefiel notano che Oracolo esercita la sua influenza sull'Universo DC principalmente da casa, mettendo "a pieno uso le abilità informatiche [che] ha appreso mentre otteneva il suo dottorato di ricerca" Nella sua nuova persona, " l'Oracolo fisicamente sfidato ma superbamente pieno di risorse occupa un posto unico negli annali del dominio dei supereroi: la "dea dell'informazione" come vigilante. Usando Barbara Gordon nel suo ruolo di Oracolo, l'autore Sean Wise definisce il personaggio come un modello per il networking aziendale. In How to Be a Business Superhero: Prepare for Everything, Train with the Best, Make Your Own Destiny at Work afferma che "[nell'ultimo decennio], Oracolo ha mostrato il potere di una forte rete di contatti, e così facendo mostra a Business Superheroes l'importanza di coltivare contatti e sviluppare risorse che possono favorire i loro obiettivi collettivi".
Nel corso degli anni, l'American Library Association e la DC Comics hanno collaborato a numerosi progetti per promuovere l'alfabetizzazione, utilizzando spesso il personaggio di Barbara Gordon. Nel 2004 l'artista Gene Ha ha creato un poster e un segnalibro che raffiguravano Barbara che camminava in una biblioteca, mentre il suo costume da Batgirl appare nel riflesso di una finestra. Lo slogan "I bibliotecari sono eroi ogni giorno!" appare nella parte inferiore del poster e del segnalibro. Nel 2009 un poster presentava Barbara Gordon nei panni di Oracolo accanto a Batman, Nightwing, Robin, la versione di Cassandra Cain di Batgirl e Cacciatrice. Nel 2015 l'ALA e la DC Comics hanno collaborato a una nuova serie di poster e segnalibri nella campagna "READ" dell'ALA. Da sola, Barbara Gordon appare nelle vesti di "Batgirl of Burnside" come immaginato da Babs Tarr. In un altro disegno, appare come Oracolo insieme ad altri membri bat-family.

### Rappresentazione per i disabili
Dopo la reinvenzione del personaggio come broker di informazioni Oracolo, è stata considerata un simbolo per le persone disabili. In Unleashing the Superhero in Us All, l'autore T. James Musler osserva che "per un bel po' di tempo, qualsiasi handicap è stato considerato insormontabile", citando Franklin D. Roosevelt come esempio, in quanto non è mai stato fotografato su una sedia a rotelle per evitare una percezione di debolezza. A proposito di Barbara Gordon, afferma "piuttosto che smettere di combattere il crimine, Barbara combina il suo intelletto e le sue capacità informatiche per aiutare la comunità dei supereroi raccogliendo e trasmettendo informazioni". Il suo personaggio significa quindi che "un handicap non è più opprimente, una persona può vivere una vita bella e rendendosi utile, handicap o no". In The Superhero Book: The Ultimate Encyclopedia Of Comic-Book Icons And Hollywood Heroes, l'autrice Gina Renée Misiroglu osserva che, mentre i personaggi disabili nei fumetti sono tipicamente utilizzati come espedienti, o - come con Charles Xavier e Daredevil - vengono introdotti con una condizione preesistente come parte del loro mito di origine, "come Oracolo... Gordon si erge come il supereroe disabile più potente. I lettori hanno assistito alla sua tragedia e l'hanno vista elevarsi al di sopra di essa". Il capitolo di James B. South "Barbara Gordon e il perfezionismo morale" nel libro Superheroes and Philosophy analizza come i cambiamenti nella sua vita "da bibliotecaria a Batgirl a Oracolo" la spingano a perseguire un sé superiore, illustrando la teoria filosofica del perfezionismo morale.

## Altri media

### Cinema
- Nel film Batman & Robin (1997) è Alicia Silverstone, doppiata in italiano da Stella Musy, ad interpretare Batgirl. Nel film di Joel Schumacher Barbara non è la figlia di Gordon ma la nipote di Alfred Pennyworth, il maggiordomo di Bruce Wayne.
- Nei film Batman Begins (2005) e Il cavaliere oscuro (2008), James Gordon ha una figlia, poco più che ragazzina, che si vede nell'appartamento mentre guarda dalla finestra; è interpretata da Hannah Gunn ma nei titoli di coda viene chiamata solamente "la figlia di Gordon".
- Leslie Grace avrebbe dovuto interpretare Barbara Gordon in Batgirl, film originale HBO Max facente parte del DC Extended Universe.[122] Il progetto tuttavia, è stato cancellato il 2 Agosto 2022.[123]

### Televisione

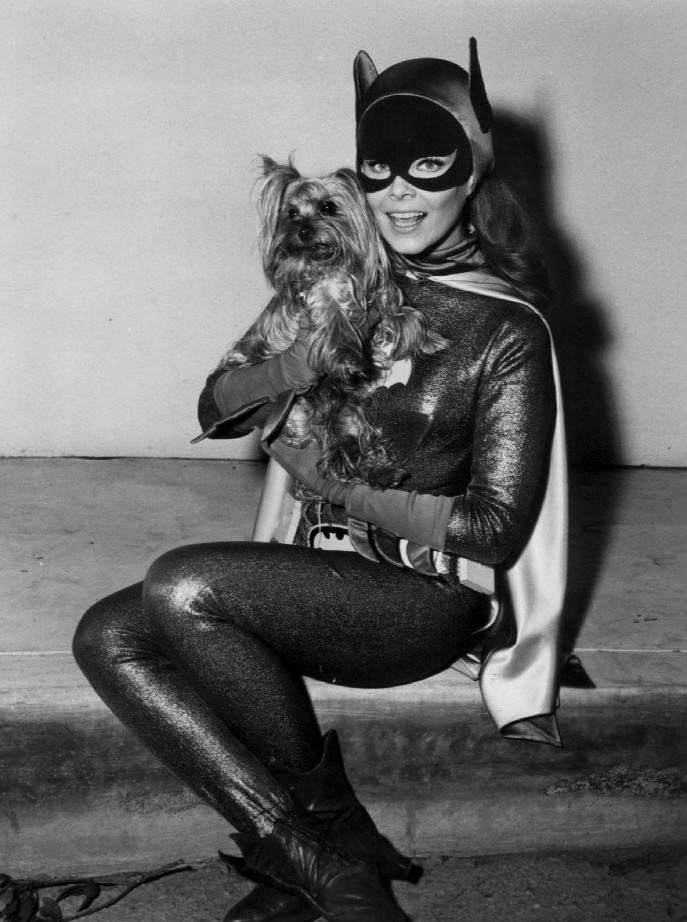
Barbara Gordon nella serie del 1966

- Nella serie dal vivo del 1966: Batman fu Yvonne Craig, doppiata in italiano da Anna Rosa Garrati, ad interpretare Batgirl. Il personaggio fece il suo debutto in un episodio che adattava per la televisione la prima apparizione del personaggio.
- Nella serie dal vivo: Birds of Prey prodotta nel 2002 dalla Warner Bros. Television è presente una Barbara Gordon interpretata da Dina Meyer, e doppiata in italiano da Francesca Guadagno. Babs compare nelle vesti di Oracolo e non più di Batgirl, e fa da mentore ad Helena Kyle, una Cacciatrice, ed a Dinah Redmond.

Barbara Gordon nel DC Animated Universe

- La sua versione animata compare nella serie del 1968 Batman e Robin, nei corti animati di Batman e nei prodotti per il market dello show i Superamici, dove però non ha apparizioni.
- Barbara Gordon compare anche nella continuity animata di Batman che è parte integrante dell'universo animato DC. Brillante studentessa universitaria affascinata dal mito di Batman. Inizierà a vestire i panni di Bat-Girl per scagionare il padre, James Gordon dalla falsa accusa di corruzione. Nella serie: Batman (1992), e nel suo seguito Batman - Cavaliere della notte (1997) nei panni di Batgirl, appare invece solo con la sua vera identità in Batman & Mr. Freeze: SubZero (1998) e in un breve cameo in Batman - Il mistero di Batwoman. In Italia la voce del suo doppiaggio è di Debora Magnaghi.
- Nelle vesti di Batgirl comparirà anche nella serie animata Gotham Girls, ricoprendo un ruolo da protagonista.
- Nella serie animata Justice League e nel suo seguito Justice League Unlimited, Barbara compare in un breve cameo mentre parla con Dick Grayson in una dimensione alternativa; ed in un secondo cameo nella nostra dimensione, mentre è insieme a Tim Drake al funerale di Superman; viene poi citata in un episodio natalizio dove si spiega che sta passando le vacanze a sciare con la sua amica Supergirl. Sarebbe dovuta comparire come Oracolo nell'episodio Nuove coppie, che doveva vedere l'esordio animato dei Birds of Prey; ma sembrò troppo cattivo paralizzare anche la sua versione animata e dunque si cambiò la trama dell'episodio e si rinunciò ad una sua comparsa come Oracolo. È da notare che comunque nel suddetto episodio compaiono comunque la Cacciatrice e Black Canary come protagoniste.
- Apparirà anche nel cartone animato Batman of the Future, seguito di Batman e Batman - cavaliere della notte; la serie ambientata 50 anni nel futuro ci mostra una Barbara invecchiata che non ha mai perso l'uso delle gambe e continua la sua lotta al crimine nelle vesti di commissario della polizia che furono del padre; è sposata con un uomo di nome Sam Young ma in passato ebbe una relazione con Bruce Wayne. Sarà presente anche nel film d'animazione Batman of the Future - Il ritorno del Joker, successivo alla serie. Debora Magnaghi fu considerata troppo giovanile per dare voce ad una Babs ormai anziana e perciò il doppiaggio fu assegnato a Stefania Patruno.
- Nella serie animata The Batman, il personaggio compare sia nella sua identità civile che nei panni di Batgirl, tuttavia qui viene mostrata come molto più grande di Dick Grayson/Robin, con cui condivide inoltre un rapporto di rivalità. In un episodio ambientato nel futuro inoltre la si mostra nei panni di Oracolo, paralizzata su una sedia a rotelle in seguito ad un misterioso incidente. La sua voce in italiano è nuovamente Debora Magnaghi, sia da ragazza che da adulta.
- Nella serie Arrow, Felicity Smoak (che coordina le attività della squadra ed è un genio dell'informatica) perde per un po' l'uso delle gambe; il suo nome in codice è Overwatch.
- Appare nella serie animata DC Super Hero Girls dove è una delle protagoniste insieme a Supergirl e Wonder Woman.
- Nella serie tv Titans viene interpretata da Savannah Welch dalla terza stagione.
- Appare anche negli ultimi episodi della quinta ed ultima stagione della Serie TV Gotham

### Videogiochi
Barbara Gordon appare nei seguenti videogiochi:
- Batman: Chaos in Gotham, sviluppato da Ubisoft (2001) (come Batgirl)
- Batman: Gotham City Racer, sviluppato da Sinister Games (2001) (come Batgirl)
- Batman Vengeance, sviluppato da Ubisoft (2001) (come Batgirl)
- Batman: Dark Tomorrow, sviluppato da HotGen (2003) (come Batgirl)
- Batman: Rise of Sin Tzu, sviluppato da Ubisoft Montréal (2003) (come Batgirl)
- LEGO Batman: Il videogioco, sviluppato da Traveller's Tales (2008) (come Batgirl)
- Batman: Arkham Asylum, sviluppato da Rocksteady Studios (2009) (come Oracolo)
- DC Universe Online, sviluppato da Sony Online Austin (2011) (come Oracolo)
- Batman: Arkham City, sviluppato da Rocksteady Studios (2011) (come Oracolo)
- LEGO Batman 2: DC Super Heroes, sviluppato da Traveller's Tales (2012) (come Batgirl)
- Injustice: Gods Among Us, sviluppato da NetherRealm Studios (2013) (come Batgirl)
- Batman: Arkham Origins, sviluppato da WB Games Montréal (2013) (come Barbara Gordon)
- LEGO Batman 3: Gotham e oltre, sviluppato da Traveller's Tales e Feral Interactive (2014) (come Batgirl)
- Batman: Arkham Knight, sviluppato da Rocksteady Studios (2015) (come Oracolo)
- Batman: Arkham Knight - Batgirl: Affari di famiglia, sviluppato da WB Games Montréal (2015)
- Gotham Knights, sviluppato da WB Games Montréal (2022) (come Batgirl)